# Without Limits
Without Limits è un film del 1998 scritto e diretto da Robert Towne, sulla vita del mezzofondista degli anni settanta Steve Prefontaine, interpretato da Billy Crudup, e sul suo rapporto con l'allenatore Bill Bowerman, interpretato da Donald Sutherland, candidato al Golden Globe per il miglior attore non protagonista per questo ruolo.
È stato distribuito l'anno successivo all'uscita di un altro film dedicato alla stessa figura sportiva, Prefontaine, diretto da Steve James, nel quale Prefontaine e Bowerman sono interpretati rispettivamente da Jared Leto e R. Lee Ermey.